# 호시카와촌
호시카와촌(星河村)은 사이타마현의 북부, 기타사이타마군에 속했던 촌이다. 현재의 교다시에 해당한다.

## 역사
- 1889년 4월 1일 - 정촌제 시행에 의해 기타사이타마군 호시카와촌이 성립하였다
- 1937년 4월 1일 - 나가노촌, 모치다촌과 함께 오시정에 편입되었다.
- 1949년 5월 3일 - 오시 정이 시로 승격, 즉시 개칭해 교다 시가 되었다.